# محمد بن حبيب البغدادي
أبو جعفر محمد بن حبيب بن أمية بن عمرو الهاشمي البغدادي (المتوفى سنة 245 ه / 859 م)، من موالي بني العباس: علامة بالأنساب والأخبار واللغة والشعر. مولده ببغداد ووفاته بسامراء. كان مؤدبا.

## مؤلفاته
قال ابن النديم: كتبه صحيحة ومنها: 
- كتاب من نسب إلى أمه من الشعراء
- كتاب المغتالين من الأشراف في الجاهلية والإسلام
- مختلف القبائل ومؤتلفها
- المُحَبَّر
- المنمق في أخبار قريش
- أمهات النبي
- المُوَشَّح
- المُوَشَّى
- المُقتنى
- المُشَجَّر
- المُفَوَّف
- أخبار الشعراء وطبقاتهم
- الشعراء وأنسابهم
- نقائض جرير وعمر بن لجأ
- نقائض جرير والفرزدق